# The Circle (본 조비의 음반)
| 전문가 평가          | 전문가 평가 |
| 총 점수              | 총 점수     |
| 출처                 | 점수        |
| -------------------- | ----------- |
| 메타크리틱           | 52/100      |
| 평가 점수            |             |
| 출처                 | 점수        |
| AllMusic             | [ 2 ]       |
| Billboard            | [ 3 ]       |
| Entertainment Weekly | C           |
| Los Angeles Times    | [ 5 ]       |
| Rolling Stone        | [ 6 ]       |
| The Boston Globe     | (mixed)     |

《The Circle》은 미국의 록 밴드 본 조비의 열한 번째 스튜디오 음반이다. 2009년 11월 10일에 발매된 이 음반은 존 섕크스가 프로듀싱했다. 이 음반은 첫 주에 163,000장이 팔린 미국을 포함한 여러 나라에서 1위로 데뷔했다.
《The Circle》은 그들의 이전 내슈빌 컨트리 음악이 음반 《Lost Highway》에 영향을 미친 후 밴드를 록 뿌리로 되돌린다. 머큐리 레코드를 통해 발매되는 그들의 마지막 스튜디오 음반이다.

## 녹음 및 제작
전 본 조비 기타리스트 리치 샘보라는 《롤링 스톤》과의 인터뷰에서 이 음반이 "로큰롤"로 돌아온 것이라고 말하며 "저기에 큰 합창단이 있을 겁니다. 본 조비처럼 들리지만, 신선하게 들립니다. 우리는 많은 새로운 사운드를 실험했고, 정말 좋은 기타 연주자이기도 한 존 섕크스와 함께 작업하면서 정말 즐거운 시간을 보냈습니다. 그래서 그와 저는 기타 사운드에 많은 '일'을 했습니다. 본 조비 신작에는 정말 좋은 기타 사운드와 새로운 분위기들이 많이 담겨있어서 정말 현대적이게 만드는 것 같아요. 사람들이 다 파버릴 것 같아요 흔들림이 심합니다."라고 말했다.
영국 라디오 방송국 앱솔루트 라디오의 인터뷰에서, 존 본 조비는 음반 제목이 여러 가지 의미를 가지고 있다고 말했다. 그것은 원이 결코 끝나지 않고 있다는 사실과, "이 조직에서는 원이 들어가기가 매우 어렵고, 더 나아가 빠져나오기도 어렵다"고 말하는 본 조비의 내부를 가리키기도 한다는 것을 의미한다.
리드 싱글인 〈We Weren't Born to Follow〉는 우리가 이 경제 위기에서 겪고 있는 힘든 시기에 대한 것이다. 〈Superman Tonight〉은 두 번째 싱글로 발매되었고, 세 번째 싱글로 〈When We Were Beautiful〉이 발매되었는데, 이 모든 곡들은 뮤직 비디오가 수록되었다. 프로모션 싱글로 발매된 〈Work For the Working Man〉은 오하이오주에서 문을 닫은 DHL 공장에 대해서도 쓰여졌다. 이 음반이 공식적으로 발표되기 전에, 미국 대통령 버락 오바마의 수석 보좌관인 데이비드 액셀로드가 〈Work for the Working Man〉의 가사를 틀에 넣고 백악관 집무실에 걸었다.

## 곡 목록
| #   | 제목                          | 작사·작곡                                   | 재생 시간 |
| --- | ----------------------------- | ------------------------------------------- | --------- |
| 1.  | 〈We Weren't Born to Follow〉 | 존 본 조비, 리치 샘보라                     | 4:03      |
| 2.  | 〈When We Were Beautiful〉    | 본 조비, 샘보라, 빌리 팔콘                  | 5:18      |
| 3.  | 〈Work for the Working Man〉  | 본 조비, 샘보라, 대럴 브라운                | 4:04      |
| 4.  | 〈Superman Tonight〉          | 본 조비, 샘보라, 팔콘                       | 5:12      |
| 5.  | 〈Bullet〉                    | 본 조비, 샘보라                             | 3:50      |
| 6.  | 〈Thorn in My Side〉          | 본 조비, 샘보라                             | 4:05      |
| 7.  | 〈Live Before You Die〉       | 본 조비, 샘보라                             | 4:17      |
| 8.  | 〈Brokenpromiseland〉         | 본 조비, 샘보라, 존 섕크스, 데스몬드 차일드 | 4:57      |
| 9.  | 〈Love's the Only Rule〉      | 본 조비, 샘보라, 팔콘                       | 4:38      |
| 10. | 〈Fast Cars〉                 | 본 조비, 샘보라, 차일드                     | 3:16      |
| 11. | 〈Happy Now〉                 | 본 조비, 샘보라, 차일드                     | 4:21      |
| 12. | 〈Learn to Love〉             | 본 조비, 샘보라, 차일드                     | 4:39      |

## 인증
| 국가                       | 인증     | 판매량/출하량 |
| -------------------------- | -------- | ------------- |
| 오스트레일리아 (ARIA)      | 골드     | 35,000^       |
| 캐나다 (뮤직 캐나다)       | 플래티넘 | 80,000^       |
| 독일 (BVMI)                | 골드     | 100,000^      |
| 일본 (RIAJ)                | 골드     | 100,000^      |
| 스위스 (IFPI 스위스)       | 골드     | 15,000^       |
| 영국 (BPI)                 | 골드     | 100,000^      |
| 미국 (RIAA)                | 골드     | 500,000^      |
| ^출하량을 기반으로 한 인증 |          |               |